# Nazaré
Nazaré – miejscowość w Portugalii, leżąca w dystrykcie Leiria, w regionie Centrum w podregionie Oeste. Miejscowość jest siedzibą gminy o tej samej nazwie. Miejscowość składa się z trzech części: Praia (wzdłuż plaży), Sítio (dawna wieś na szczycie klifu) i Pederneira (dawna wieś na wzgórzu).

## Demografia
| Liczba ludności gminy Nazaré (1801–2011) | Liczba ludności gminy Nazaré (1801–2011) | Liczba ludności gminy Nazaré (1801–2011) | Liczba ludności gminy Nazaré (1801–2011) | Liczba ludności gminy Nazaré (1801–2011) | Liczba ludności gminy Nazaré (1801–2011) | Liczba ludności gminy Nazaré (1801–2011) | Liczba ludności gminy Nazaré (1801–2011) | Liczba ludności gminy Nazaré (1801–2011) | Liczba ludności gminy Nazaré (1801–2011) |
| ---------------------------------------- | ---------------------------------------- | ---------------------------------------- | ---------------------------------------- | ---------------------------------------- | ---------------------------------------- | ---------------------------------------- | ---------------------------------------- | ---------------------------------------- | ---------------------------------------- |
| 1801                                     | 1849                                     | 1900                                     | 1930                                     | 1960                                     | 1981                                     | 1991                                     | 2001                                     | 2004                                     | 2011                                     |
| 2 877                                    | 4 277                                    | 8 393                                    | 10 406                                   | 13 511                                   | 15 436                                   | 15 313                                   | 15 060                                   | 14 904                                   | 15 158                                   |

## Historia i legenda
Pierwszymi osadami były Pederneira i Sítio powyżej plaży. Zapewniały one mieszkańcom stosunkowo bezpieczne schronienie przed najazdami algierskich, francuskich, angielskich i holenderskich piratów, które trwały aż do początku XIX wieku.
Według legendy, miasto wywodzi swoją nazwę od niewielkiej figury Matki Boskiej, Czarnej Madonny, przyniesionej przez mnicha w IV wieku z Nazaretu do klasztoru w pobliżu Méridy, a sprowadzonej do Nazaré w 711 roku przez mnicha Romano, któremu towarzyszył Roderyk, król Wizygotów. Po przybyciu nad morze mnich został pustelnikiem. Żył i umarł w niewielkiej, naturalnej grocie na szczycie klifu. Po jego śmierci, i zgodnie z życzeniem mnicha, król pochował go w grocie, a na ołtarzu pozostawił posąg.
Pierwszy kościół został zbudowany nad grotą na pamiątkę cudownego ocalenia życia przez Matkę Boską portugalskiego rycerza Dom Fuas Roupinho (przypuszczalnie Templariusza). Według legendy, wczesnym rankiem 14 września 1182, Dom Fuas Roupinho był na polowaniu w pobliżu wybrzeża, gdy ujrzał jelenia, którego natychmiast zaczął gonić. Jeleń pobiegł w stronę szczytu klifu, gdzie zalegała gęsta mgła znad morza. Rycerz zdał sobie sprawę, że jest na skraju urwiska, niedaleko groty z figurką, w związku z czym zaczął się modlić. Nieoczekiwanie koń cudem zatrzymał się na końcu urwiska, oszczędzając w ten sposób jeźdźca od upadku z wysokości ponad 100 metrów, co z pewnością spowodowałoby jego śmierć. Na pamiątkę cudu wystawił kaplicę (Capela da Memoria) na grocie, gdzie cudowna figura została pozostawiona przez Roderyka po śmierci mnicha. 
W 1377 roku król Portugalii Ferdynand I Burgundzki wybudował większy kościół, który został całkowicie przebudowany między XIV a XIX wiekiem. Obecnie Kościół Nossa Senhora da Nazaré jest bogatą barokową budowlą, z wnętrzem ozdobionym płytkami azulejo. Za ołtarzem w górze zwiedzający mogą zobaczyć i uczcić cudowną figurę Matki Bożej z Nazaré.

## Turystyka
Nazaré jest popularną atrakcją turystyczną, reklamując się jako malownicza nadmorska miejscowość. Położona na wybrzeżu Atlantyku, ma długie, piaszczyste plaże i jest odwiedzana przez dużą liczbę turystów w okresie letnim. Miasto znane jest z tradycyjnych strojów noszonych przez rybaków i ich żon, które noszą tradycyjne chusty i haftowane fartuchy nałożone na siedem flanelowych spódnic w różnych kolorach. Spódnice te, choć obecnie rzadko noszone, można jeszcze czasami zobaczyć.
W listopadzie 2011 hawajski surfer Garrett McNamara surfował po rekordowej fali 23,8 m. W dniu 28 stycznia 2013 r., McNamara pobił nawet ten rekord, ale czeka jeszcze na oficjalny pomiar. Wyjątkowo wysokie fale tworzą się przypuszczalnie ze względu na obecność Kanionu Nazaré. W sierpniu 2012 roku fala wyjątkowa pochłonęła pięcioletnią brytyjską dziewczynkę i jej dziadka podczas spaceru na plaży.

## Panorama

Widok z plaży na cypel, latarnię morską (z lewej) i Sítio (u góry po prawej)

## Sołectwa
Sołectwa gminy Nazaré (ludność wg stanu na 2011 r.)
- Famalicão – 1740 osób
- Nazaré – 10 309 osób
- Valado dos Frades – 3109 osób